# Temperatura ambiente
L'espressione temperatura ambiente (talvolta abbreviata come TA o Tamb) si riferisce in generale al valore della temperatura nell'aria circostante.
Tale espressione può essere utilizzata con vari significati:
- per indicare precisamente il valore della temperatura in un determinato istante e luogo (ad esempio come temperatura di riferimento durante misurazioni di laboratorio);
- per indicare approssimativamente delle condizioni piuttosto ampie di temperatura che possono avere luogo in generale sulla superficie terrestre (ad esempio per informare sullo stato di una sostanza chimica quando questa non sia stata sottoposta a raffreddamento o riscaldamento);
- per indicare un determinato valore di temperatura (ad esempio in chimica si intende un valore di 25 °C alla pressione di 1 atm[2]).

Nel linguaggio comune tale espressione ha assunto il significato di una temperatura che oscilla attorno ai 20 °C, soprattutto nel campo della conservazione dei cibi, nell'enologia e nelle scienze naturali.
Il concetto di "temperatura ambiente" può dare adito a fraintendimenti, soprattutto se si traduce dall'inglese, dove esistono i due termini distinti "room temperature" e "ambient temperature". Inoltre due persone che abitano in zone climatiche differenti del pianeta (ad esempio una persona che abita in Germania e un'altra che abita in Arabia Saudita) possono avere una concezione molto differente di "temperatura ambiente", essendo abituati a vivere in luoghi aventi temperature medie diverse.
Sebbene la definizione di "temperatura ambiente" vari a seconda del contesto, ci si riferisce comunque ad una temperatura (o un intervallo di temperature) che non sia "né troppo alta" (ad esempio la temperatura dentro un forno), "né troppo bassa" (ad esempio la temperatura dentro un frigorifero).